# Hippocampus guttulatus
Espèce
Statut CITES
Hippocampus guttulatus, communément nommé Hippocampe moucheté ou hippocampe à long bec, est une espèce de poisson osseux de petite taille appartenant à la famille des Syngnathidae, natif de l'Océan Atlantique oriental et de la Mer Méditerranée.

## Description
L'Hippocampe moucheté est un poisson de petite taille qui peut atteindre une longueur maximale de 21,5 cm, cependant la taille moyenne généralement observée dans la nature est plutôt de l'ordre de 12 cm,,.
Le corps est élancé, le museau est long et la queue est préhensile.
Sa tête et sa crête dorsale possèdent souvent des filaments cutanés plus ou moins longs et nombreux qui peuvent être simples ou bifides.
Sa coloration va du vert foncé à différentes variantes de brun jusqu'au jaune, le corps est souvent moucheté de petits points blancs.

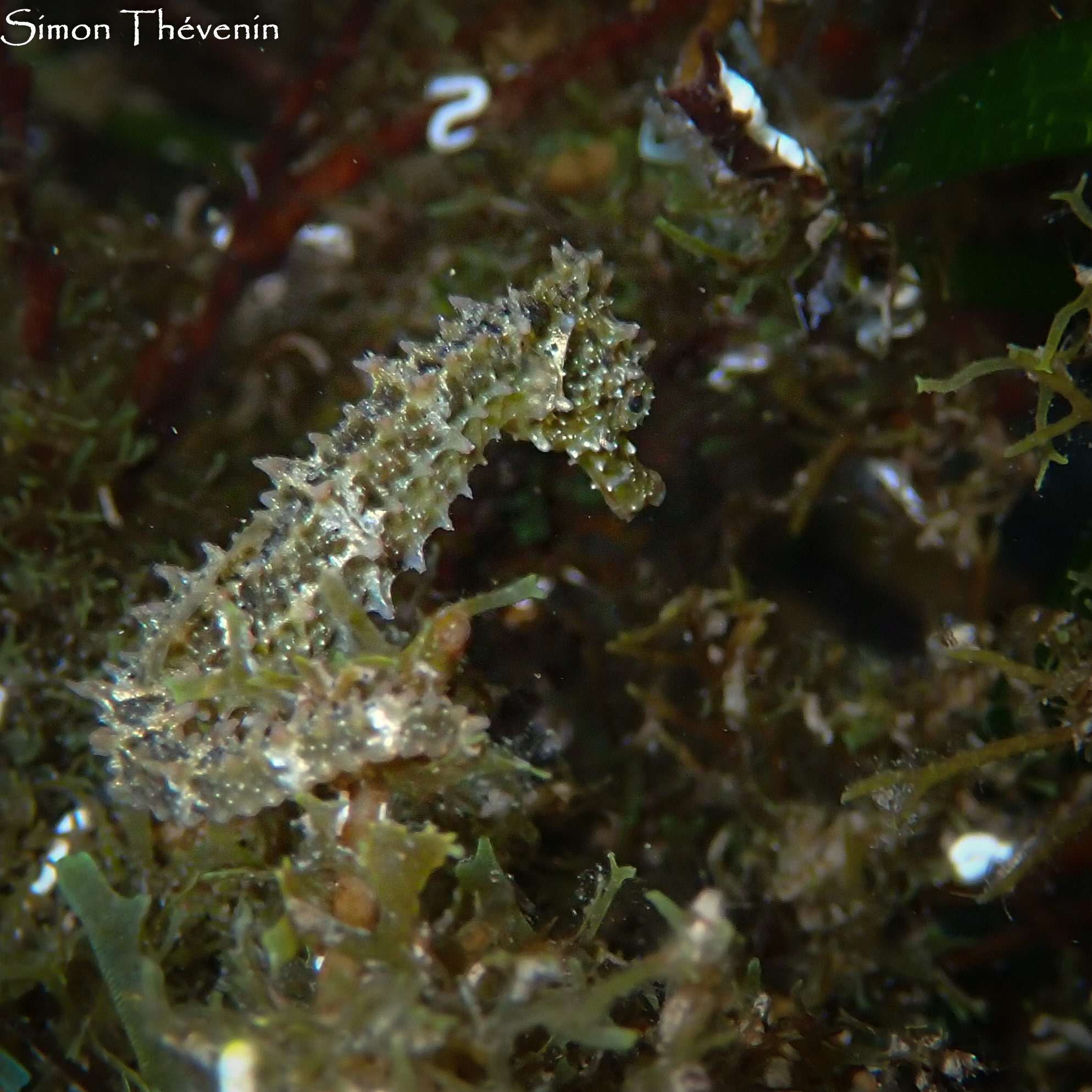
Hippocampus guttulatus juvénile à l'étang de Thau.

## Distribution & habitat
L'Hippocampe moucheté est présent dans les eaux tempérées de l'Océan Atlantique oriental soit des côtes sud du Royaume-Uni aux Pays-Bas jusqu'au Maroc, incluant les iles Canaries, les Açores et Madère ainsi que la Mer Méditerranée,,,.
Cet hippocampe affectionne les eaux côtières peu profondes de 1 à 20 m de profondeur. Il se rencontre à proximité directe des herbiers de posidonies ou de zostères ainsi que sur les fonds meubles et rocheux munis d'algues,,.

## Biologie
L'Hippocampe moucheté a un régime alimentaire carnivore et se nourrit de petits crustacés, de larves, d’œufs de poissons ainsi que d'autres organismes planctoniques  .
Il est ovovivipare et c'est le mâle qui couve les œufs dans sa poche incubatrice ventrale. Cette dernière comporte des villosités riches en capillaires qui entourent chaque œuf fécondé créant une sorte de placenta alimentant les embryons. Parvenus à terme, les petits seront expulsés de la poche et évolueront de manière totalement autonome.

## Statut de conservation
L'hippocampe moucheté est relativement rare et peu de données relatives à la population existent ainsi qu'au volume réel et l'impact du commerce pour l’aquariophilie, de ce fait l'espèce est considérée comme « Data Deficient » sur la liste rouge de l'IUCN.
Au niveau international, elle est également inscrite à l'Appendix II de la Convention sur le commerce international des espèces de faune et de flore sauvages menacées d'extinction (CITIES)cela signifie qu'elle est sur la liste des espèces qui ne sont pas nécessairement menacées d'extinction mais dont le commerce des spécimens doit être règlementé pour éviter une exploitation incompatible avec leur survie.

## Liste des sous-espèces
Selon World Register of Marine Species (20 octobre 2015) :
- sous-espèce Hippocampus guttulatus microstephanus Slastenenko, 1937